# Carling Challenge 1987
Die Carling Challenge 1987, alternativ auch Carling Championships 1987, war ein professionelles Snooker-Einladungsturnier im Rahmen der Saison 1987/88. Das Turnier wurde vom 21. bis zum 23. September 1987 in den Studios von Raidió Teilifís Éireann in der irischen Hauptstadt Dublin ausgetragen. Sieger wurde Titelverteidiger Dennis Taylor, der im Finale den Engländer Joe Johnson  besiegte und zugleich in seinem Auftaktmatch mit einem 140er-Break das höchste Break des Turnieres und zugleich einzige Century Break spielte.

## Preisgeld
Nach drei Jahren als Carlsberg Challenge vergab die Brauerei Carlsberg die Namensrechte an ihre Marke Carling weiter. Dabei erhöhte sich das Preisgeld um nur knapp 1.500 Pfund Sterling auf 32.650 £.
|              | Preisgeld |
| ------------ | --------- |
| Sieger       | 12.500 £  |
| Finalist     | 8.500 £   |
| Halbfinalist | 5.825 £   |
| Insgesamt    | 32.650 £  |

## Turnierverlauf
Wie auch schon in den Vorjahren wurden vier Spieler zum Turnier eingeladen, die sich erst im Halbfinalmodus Best of 9 Frames und dann im Finalmodus Best of 15 Frames um den Titel duellierten.

|  | Halbfinale Best of 9 Frames | Halbfinale Best of 9 Frames |               |             | Finale Best of 15 Frames | Finale Best of 15 Frames |
|  |                             |                             |               |             |                          |                          |
|  |                             |                             |               |             |                          |                          |
|  | Dennis Taylor               | 5                           |               |             |                          |                          |
|  | Stephen Hendry              | 3                           |               |             |                          |                          |
|  |                             |                             | Dennis Taylor | 8           |                          |                          |
|  |                             |                             |               | Joe Johnson | 5                        |                          |
|  | Joe Johnson                 | 5                           |               |             |                          |                          |
|  | Neal Foulds                 | 4                           |               |             |                          |                          |
|  |                             |                             |               |             |                          |                          |

### Finale
Der Nordire Dennis Taylor hatte bereits 1986 gewonnen, nachdem er 1985 Weltmeister geworden war. Sein Konkurrent Joe Johnson war amtierender Weltmeister.
Nachdem Taylor mit 1:0 und 2:1 in Führung gegangen war, drehte Johnson das Spiel und ging selbst mit 3:2 in Führung. Nachdem Taylor seinerseits das Spiel gedreht hatte und Johnson ausgeglichen hatte, ging Taylor mit 7:4 in Führung. Anschließend gewann Johnson noch einen Frame, bevor Taylor den 13. Frame mit 64:47 und damit sowohl Spiel als auch Turnier gewann.
| Finale: Best of 15 Frames RTÉ Studios, Dublin, Irland, 23. September 1987                                                    |                |             |
| Dennis Taylor | 8:5            | Joe Johnson |
| 67:16 (66); 42:66; 91:2 (91); 45:70; 70:74 (Taylor 64); 69:40; 84:37; 47:50; 95:8 (88); 73:51; 77:38 (54); 39:87 (53); 64:47 |                |             |
| 91 | Höchstes Break | 53          |
| – | Century-Breaks | –           |
| 5 | 50+-Breaks     | 1           |